# Chêne-en-Semine
Chêne-en-Semine – miejscowość i gmina we Francji, w regionie Owernia-Rodan-Alpy, w departamencie Górna Sabaudia.
Według danych na rok 1990 gminę zamieszkiwały 234 osoby, a gęstość zaludnienia wynosiła 25 osób/km² (wśród 2880 gmin regionu Rodan-Alpy Chêne-en-Semine plasuje się na 1394. miejscu pod względem liczby ludności, natomiast pod względem powierzchni na miejscu 1173.).